# (57) Мнемозина
(57) Мнемозина (лат. Mnemosyne) — астероид главного пояса, который принадлежит к светлому спектральному классу S. Он был открыт 22 сентября 1859 года немецким астрономом Робертом Лютером в Дюссельдорфской обсерватории и назван в честь титаниды Мнемозины, дочери Урана и Геи, богини, олицетворявшей память в древнегреческой мифологии.

Орбита астероида Мнемозина и его положение в Солнечной системе
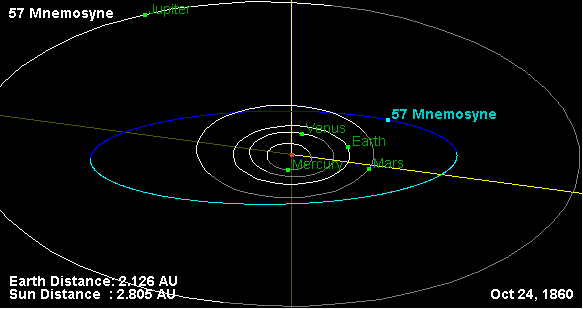
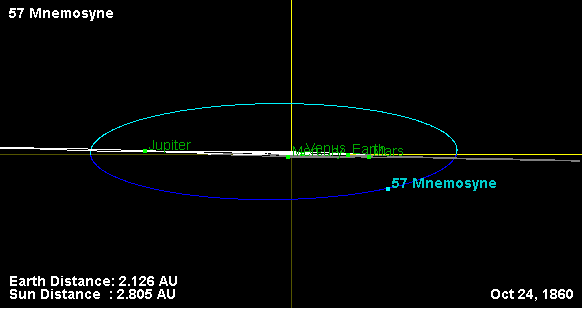